# Цакли

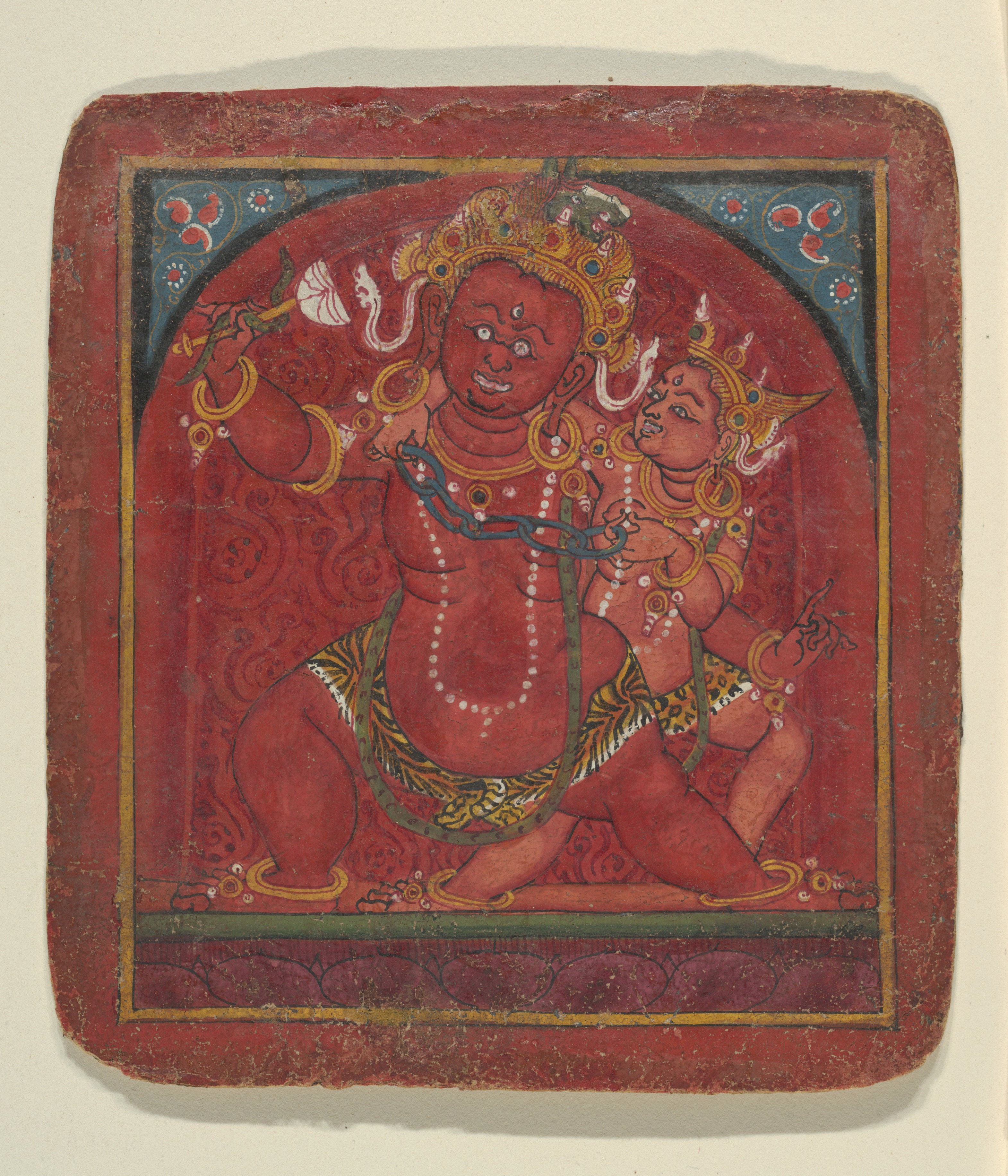
Цакли с изображением Хаягривы. Тибет, 13-14 вв, Музей Метрополитен, Нью-Йорк

С развитием буддизма в Тибете появляется особый жанр тибетской живописи- цакли (тиб. tsak li), миниатюрные изображения, которые также принято называть "карточки для посвящений". Само слово tsak li или tsa ka' li не является тибетского происхождения, а возможно заимствовано из санскрита. 
Цакли используют в тантрических ритуалах, посвящениях, передачах учениях и в похоронных обрядах. На цакли может быть изображено всё - не только учителя и божества, но также на отдельных цакли изображаются ритуальные атрибуты, подношения, различные символы и тому подобное с целью лучшего понимания того ритуала или цикла учения, для которого создаются цакли. В этом состоит  главное отличие цакли от тханки: на тханках все атрибуты, подношения, второстепенные божества изображаются  вместе с главным персонажем в единой композиции, тогда как на одной цакли можно нарисовать отдельно один атрибут,  божество, семенной слог, символ и т.д. Так для одного ритуального посвящения создавалось до ста цакли. 
Появление такого жанра связано с упрощением использования живописи для ритуалов. Миниатюрное изображение создавалось очень быстро, занимали мало места, не обшивались тканью как тханки. Цакли прикреплялись к торма, их показывали на посвящениях для запоминания визуализации, цакли с охранителями четырёх сторон света устанавливали в соответствующем направлении при строительстве монастыря, они также использовались для переносного алтаря. Кроме того, цакли заменяли ритуальные объекты, которые трудно создать. 
Цакли широко использовались и в похоронных обрядах, когда проводились ритуалы связанные с Бардо Тодрол. Тогда на цакли изображали видения, которые появляются в посмертном состоянии умершего, длящегося до 49-ти дней. Или же на таких цакли могли изображать мандалу ста гневных и мирных божеств, с отдельными цакли для их атрибутов, что в целом составляло до 80 и более цакли. 
Для изготовления цакли использовалась ткань или картон, сделанный из гималайской бумаги. Некоторые серии цакли создавались на очень тонких листках гималайской слюды. Также цакли вырезали на дощечках, с которых их затем печатали на бумаге или ткани. 
Стиль живописи, использованный в цакли, ничем не отличался от стилей тханка-живописи. Во времена развития палри, на цакли рисовали в палри, а когда появились менри и гадри, для цакли использовались уже эти стили. Цакли могли быть выполнены практически вне стиля, когда никакой фон не изображался. 
Цакли часто использовались для иллюстрации циклов терма. Большую коллекцию таких цакли можно найти на сайте Hiamalayan Art: 
Пока нет никаких доказательств, что цакли существовали в древней Индии, Китае или Южно-Восточной Азии, поэтому стоит полагать, что это чисто тибетская традиция. Даже если они когда-то и использовались в других странах, можно считать, что самое широкое применение цакли нашли в тибетской традиции живописи, а позже и в живописи других стран, в которые пришёл тибетский буддизм, таких как Монголия и Бурятия.